# José Villagrán García
José Villagrán García (Ciudad de México, 22 de septiembre de 1901 - íd., 10 de junio de 1982) fue un arquitecto mexicano. Entre sus obras se encuentra el Instituto Nacional de Cardiología, la Escuela Nacional de Arquitectura de la UNAM y el Centro Universitario México. En 1955 recibió el Premio de la Bienal de Arquitectura de São Paulo y en 1968 el gobierno de su país le otorgó el Premio Nacional de Ciencias y Artes en el área de Bellas Artes.

## Biografía
Realiza sus estudios profesionales en la Escuela de Arquitectura de San Carlos entre 1918 y 1922. Se recibe de arquitecto el 1 de octubre de 1923. Profesor de composición, de 1924 a 1935, de teoría arquitectónica, de 1926 a 1935 y de 1936 a 1957, y director de la Escuela Nacional de Arquitectura (hoy Facultad de Arquitectura de la Universidad Nacional Autónoma de México), de 1933 a 1935.
Formó parte del grupo de arquitectos del departamento de Salud estatal, de la SSA, de 1924 a 1935; Práctica privada desde 1935; Consejero del Comité Nacional de la Campaña contra la Tuberculosis, de 1939 a 1947; consejero del Departamento de Hospitales, de la SSA, de 1943 a 1945, y encargado del Hemisferio Occidental, en la Organización Mundial de la Salud, Washington D. C., en 1951. Estuvo a cargo del diseño y construcción del Centro Universitario México, C.U.M. (1944).
Fue miembro de la SAM, presidente de ésta en 1926, y académico emérito en 1979; miembro del CAM en 1955; miembro de la junta de Gobierno de la UNAM, de 1953 a 1970; miembro fundador de la Academia de Artes, en 1968; miembro fundador de ICOMOS Mexicano, y presidente de este organismo en 1981.

## Premios y distinciones
- Premio de la Bienal de Arquitectura de São Paulo, Brasil; 1955.
- Miembro de El Colegio Nacional desde 1960.[2]
- Premio Nacional de Ciencias y Artes en el área de Bellas Artes, por el gobierno de México;  1968.[1]
- Premio Nacional de Arquitectura, de la Sociedad Mexicana de Ingenieros y Arquitectos, México, D. F.; 1981.

## Principales obras
Hospitales
- Hospital para Tuberculosos de Huipulco, 1929.
- Instituto Nacional de Cardiología, 1936-1937.
- Hospital Manuel Gea González, 1941-1942.

Escuelas
- Escuela primaria República de Costa Rica, 1946.
- La Escuela Nacional de Arquitectura, UNAM en colaboración con Alfonso Liceaga y Javier García Lascurain, 1950-1952.
- El Centro Universitario México, 1946.

Otros
- Estacionamiento Gante, 1945.[3]
- Cine las Américas, 1952.
- Edificio en Palma 30, 1935[3]